# Пескара (река)
Пескара или Атерно-Пескара (на италиански: Aterno-Pescara; на латински: Aternus, Aternum, на гръцки: Aternos, Ατερνος) e река в Италия.
Дълга е 145 км и е корабоплавателна при устието си при град Пескара, където се влива в Адриатическо море на юг от Рено.
Извира от Campo Imperatore, в провинция Л'Акуила, регион Абруцо. „Изворът“ с името „Riserva Naturale delle Sorgenti del Pescara“ лежи на пътя за Vitorito на около 5 км от Пополи.